# Alaminos (Pangasinan)
Pour les articles homonymes, voir Alaminos.
Alaminos est une municipalité de la province de Pangasinan, aux Philippines.